# Duo, Trio, Quartet
| Recensione | Giudizio |
| ---------- | -------- |
| AllMusic   |          |

Duo, Trio, Quartet è il secondo album del pianista jazz statunitense Pete Jolly, pubblicato dalla casa discografica RCA Victor Records nell'ottobre del 1955.

## Tracce

### LP
Lato A
1. Brooks Side (Pete Jolly Duo) – 2:27 (musica: Bob Brookmeyer) – Registrato il 7 marzo 1955 a Los Angeles, California
2. One for Henri (Pete Jolly Duo) – 2:35 (musica: Pete Jolly) – Registrato il 7 marzo 1955 a Los Angeles, California
3. Tenderly (Pete Jolly Duo) – 3:35 (testo: Jack Lawrence – musica: Walter Gross) – Registrato il 7 marzo 1955 a Los Angeles, California
4. From Where I Sit (Pete Jolly Duo) – 3:12 (musica: Shorty Rogers) – Registrato il 7 marzo 1955 a Los Angeles, California
5. Diablo's Dance (Pete Jolly Trio) – 3:04 (musica: Shorty Rogers) – Registrato l'8 marzo 1955 a Los Angeles, California
6. Silly Filly (Pete Jolly Trio) – 2:59 (musica: Shorty Rogers) – Registrato l'8 marzo 1955 a Los Angeles, California

Lato B
1. Autumn in New York (Pete Jolly Trio) – 2:53 (Vernon Duke) – Registrato l'8 marzo 1955 a Los Angeles, California
2. They Didn't Believe Me (Pete Jolly Trio) – 3:12 (testo: Michael Elder Rourke – musica: Jerome Kern) – Registrato l'8 marzo 1955 a Los Angeles, California
3. Dancers in Love (Pete Jolly Trio) – 2:45 (musica: Duke Ellington) – Registrato l'8 marzo 1955 a Los Angeles, California
4. Clickin' with Clax (Pete Jolly Quartet) – 3:01 (musica: Shorty Rogers) – Registrato il 9 marzo 1955 a Los Angeles, California
5. I Got It Bad and That Ain't Good (Pete Jolly Quartet) – 3:00 (testo: Paul Francis Webster – musica: Duke Ellington) – Registrato il 9 marzo 1955 a Los Angeles, California
6. Black (Pete Jolly Quartet) – 2:48 (musica: Jon Eardley) – Registrato il 9 marzo 1955 a Los Angeles, California

### CD
Edizione CD del 1996, pubblicato dalla RCA Victor Records (74321424532)
1. Brooks Side – 2:27 (musica: Bob Brookmeyer)
2. One for Henri – 2:35 (musica: Pete Jolly)
3. Tenderly – 3:35 (testo: Jack Lawrence – musica: Walter Gross)
4. From Where I Sit – 3:12 (musica: Shorty Rogers)
5. Diablo's Dance – 3:04 (musica: Shorty Rogers)
6. Silly Filly – 2:59 (musica: Shorty Rogers)
7. Lullaby of Birdland (Pete Jolly Trio) – 2:53 (musica: George Shearing) – Traccia bonus - Registrato l'8 marzo 1955 a Los Angeles, California
8. Autumn in New York – 2:53 (Vernon Duke)
9. They Didn't Believe Me – 3:12 (testo: Michael Elder Rourke – musica: Jerome Kern)
10. Dancers in Love – 2:45 (musica: Duke Ellington)
11. Clickin' with Clax – 3:01 (musica: Shorty Rogers)
12. Black – 2:48 (musica: Jon Eardley)
13. I Got It Bad and That Ain't Good – 3:00 (testo: Paul Francis Webster – musica: Duke Ellington)

## Musicisti
Pete Jolly Duo
- Pete Jolly – pianoforte
- Buddy Clark – contrabbasso

Pete Jolly Trio
- Pete Jolly – pianoforte
- Buddy Clark – contrabbasso
- Art Mardigan – batteria

Pete Jolly Quartet
- Pete Jolly – pianoforte
- Bill Perkins – sassofono tenore
- Buddy Clark – contrabbasso
- Mel Lewis – batteria

Note aggiuntive
- William Claxton – foto coprtina album originale
- Bill Zeitung – note retrocopertina album originale[3]